# Xã Fairview, Quận Butler, Pennsylvania
Xã Fairview (tiếng Anh: Fairview Township) là một xã thuộc quận Butler, tiểu bang Pennsylvania, Hoa Kỳ. Năm 2010, dân số của xã này là 2.080 người.